# Neuilly-sur-Seine
Neuilly-sur-Seine (tạm dịch: Nuy xứ Thanh) là một xã trong vùng đô thị Paris, thuộc tỉnh Hauts-de-Seine, vùng hành chính Île-de-France của nước Pháp, có dân số là 60.341 người (thời điểm 2008).
Là một ngoại ô của Paris, Neuilly tiếp giáp với thành phố và trực tiếp mở rộng nó. Khu vực này bao gồm chủ yếu là những người giàu có, khu dân cư chọn lọc, và nhiều trụ sở công ty được đặt ở đó. Nó là ngoại ô giàu có nhất và đắt đỏ nhất của Paris. Nó cũng thường được công nhận là một trong ngoại ô những an toàn nhất và thân thiện với trẻ em nhất trong các ngoại ô Paris.

## Các thành phố kết nghĩa
- Uccle, Bỉ
- Maidenhead, Anh
- Windsor, Berkshire, Anh
- Hanau, Đức